# Musée Cau Ferrat
Le musée Cau Ferrat, est un musée situé à Sitges en Catalogne. Ancienne maison-atelier de l'artiste et écrivain Santiago Rusiñol, le bâtiment devient un musée public en 1933.

## Histoire
Cau Ferrat se veut à l'origine une sorte de communauté artistique programmée par l'artiste catalan Santiago Rusiñol au début de l'année 1893. Il achète d'abord une ancienne maison de pêcheur, puis une autre, voisine, et décide de les réunir suivant un plan d'aménagement qu'il confie à l'architecte Francesc Rogent. L'inauguration, en petit comité, a lieu le 11 septembre. Rosiñol baptise la maison-atelier « cau », c'est-à-dire en français « le nid », et ferrat, pour la profusion de fer forgé utilisé dans la décoration. L'inauguration officielle a lieu le 4 juin 1894, donnant lieu à une fête musicale.
Peintres, musiciens, poètes et écrivains les plus importants de la fin du XIXe siècle passèrent par le Cau Ferrat et ouvrirent la Catalogne aux tendances européennes les plus novatrices du moment. Pendant le séjour de Rusiñol, dans ce lieu, différentes fêtes ont été organisées, appelées « fêtes modernistes » (Festes modernistes de Sitges). La plus importante est la troisième, fin 1894, lorsque Rusiñol y apporta les deux tableaux du Greco, Las lágrimas de San Pedro et Magdalena Penitente, qu’il avait acquis au printemps à Paris : le 4 novembre, à leur arrivée dans la ville, ils furent reçus en grande pompe, au milieu d'un parterre de personnalités issues du monde intellectuel catalan.
L'un des plus actifs compagnons de cette aventure reste le critique d'art et peintre Miquel Utrillo, qui se chargea du graphisme et de la scénographie liés aux événements artistiques, ainsi que de la partie édition ; on trouve aussi parmi les fidèles habitués, Ramon Casas.
En 1930, Rusiñol décide de léguer Cau Ferrat à la ville de Sitges à la condition d'en faire un musée public dédié au modernisme catalan. Il confie la rédaction de l'histoire de ce lieu à Utrillo. Mort en 1931, Rusiñol ne verra pas l'aboutissement de son projet en 1933. Le lieu est placé sous la direction de la Junta de Museos de Cataluña. Des travaux de restauration y ont été entrepris entre 2010 et 2014.

## Collections

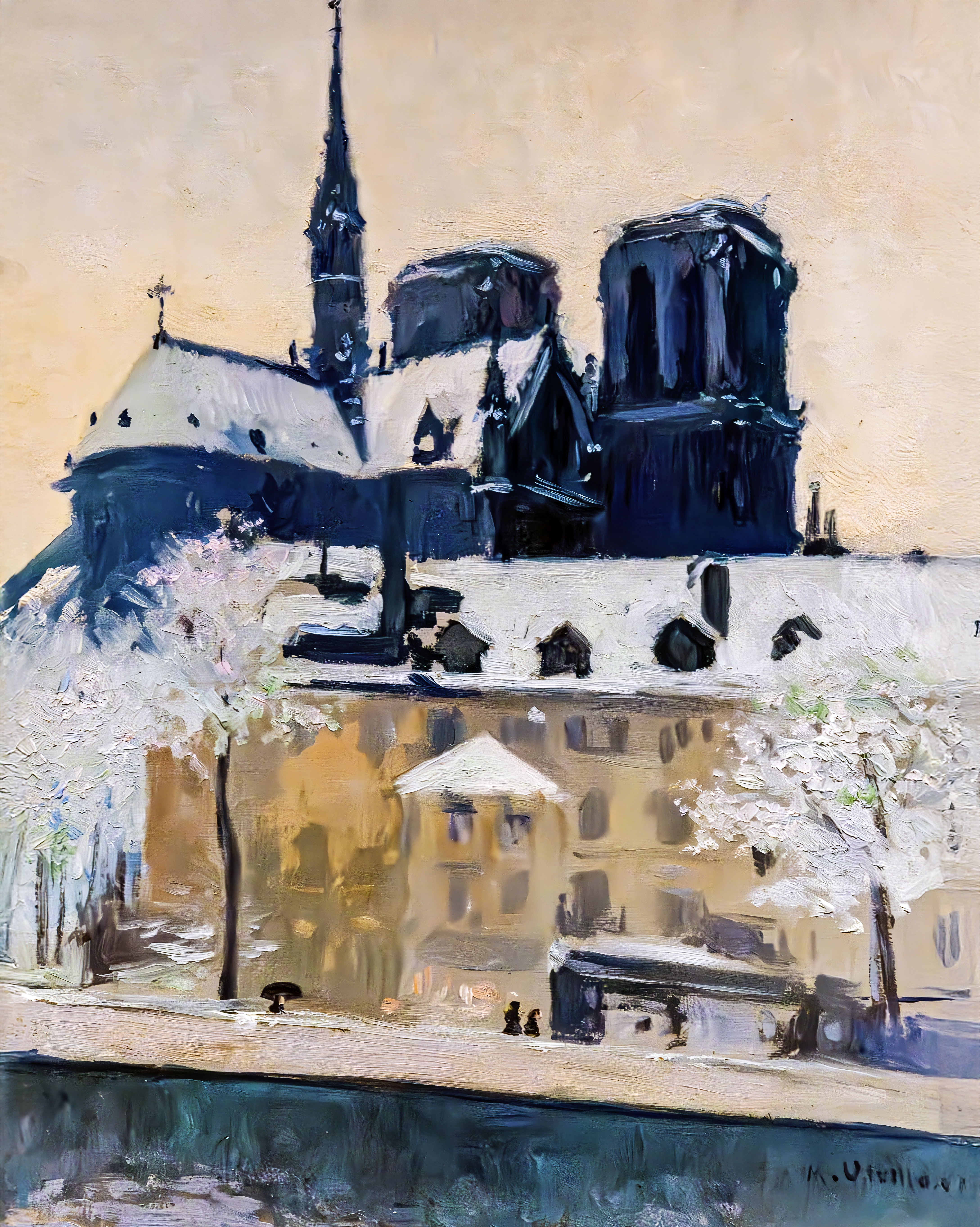
Vue de notre Nôtre Dame de París, sous la neige Miquel Utrillo

Les collections présentées sont le reflet de la personnalité de Rusiñol, créateur passionné par de multiples champs, comme l'archéologie, les arts décoratifs, les traditions, la randonnée, et les arts plastiques. Sont ici présentés tous les objets amassés par Rusiñol, ainsi que des collections offertes par des artistes qui faisaient partie de son cercle.
On y trouve par exemple des objets en cristal datant des XVIe et XVIIIe siècles, qui appartenaient à l'artiste Alexandre de Riquer, des pièces archéologiques remontant à l'époque punique et romaine réunies par Ramon Casas, une importante collection de fer à repasser, ou encore de poteries traditionnelles.
En outre, on peut y découvrir de nombreux dessins et peintures signées Casas, Utrillo, Ignacio Zuloaga, Joan Llimona, Isidre Nonell, Darío de Regoyos, Hermen Anglada Camarasa et Pablo Ruiz Picasso.